# Liste des rues d'Uccle
Ci-dessous, la liste des rues d'Uccle, commune belge située en région bruxelloise.

## A
- avenue de l'aiglon
- avenue Albert (aussi Forest)
- rue Victor Allard (Victor Allard)
- chaussée d'Alsemberg (aussi Saint-Gilles, Forest, Linkebeek et Beersel)
- avenue Alphonse XIII
- avenue André Ryckmans
- avenue d'Andrimont
- rue de l'antilope
- avenue des Archères
- place Guy d'Arezzo
- rue Alphonse Asselbergs (Alphonse Asselbergs)
- avenue des Aubépines
- rue de l'arbrisseau
- rue des astronomes

## B
- rue Jean Ballegeer
- rue Basse
- avenue Beau-Séjour
- avenue de Beersel
- avenue Bel-Air
- avenue des belettes
- rue Jean Benaets
- chemin Berckmans
- avenue Van Bever (Adolphe van Bever)
- avenue des biches
- rue des bigarreaux
- avenue Blücher
- avenue de Boetendael
- Bosveldweg
- rue du bourdon
- avenue Buysdelle
- avenue Brugmann (Georges Brugmann) (aussi Saint-Gilles, Forest et Ixelles)
- avenue Brunard
- avenue Jean Burgers

## C
- rue des cabris
- rue de Calevoet
- drève du Caporal
- drève de Carloo
- rue des Carmélites
- avenue Jean et Pierre Carsoel
- rue Edith Cavell (Edith Cavell)
- avenue des Chalets
- rue du chamois
- parvis Chantecler
- avenue Chantemerle
- rue du Château d'Eau
- rond-point Charles Solau (Charles Solau (nl))
- avenue des chênes
- avenue Winston Churchill (Winston Churchill)
- avenue Circulaire
- rue Émile Claus (Émile Claus)
- avenue Coghen (Jacques Coghen)
- rue Copernic (Nicolas Copernic)
- chemin du Crabbegat
- rue de la cueillette
- rue Joseph Cuylits
- avenue des cytises

## D
- rue Xavier De Bue (Xavier De Bue)
- rue Marie Depage (Marie Depage)
- Dieweg
- rue Dodonée (Rembert Dodoens)
- avenue Dolez
- rue du Doyenné
- avenue Den Doorn
- chaussée de Drogenbos

## E
- avenue de l'Échevinage
- rue Égide Van Ophem
- avenue des Églantiers
- rue Engeland
- avenue Léo Errera (Léo Errera)
- avenue de la petite espinette
- rue de l'étoile

## F
- avenue des faons
- chemin du fer à cheval
- avenue du feuillage
- avenue de la Floride
- avenue de Floréal
- chemin de la forêt
- avenue de Foestraets
- avenue Fond'Roy
- avenue du Fort Jaco
- rue François Vervloet
- avenue de Fré, square de Fré

## G
- rue Geleytsbeek (Geleytsbeek)
- drève des Gendarmes (en bois de la Cambre)
- rue Georges Ugeux
- avenue du Globe
- rue Gatti de Gamond
- rue Gabrielle
- avenue René Gobert (René Gobert)
- rue des griottes
- avenue Groelstveld
- avenue du gui

## H
- rue du Ham
- avenue Hamoir
- avenue Hellevelt
- avenue Henri Elleboudt
- avenue du hérisson
- avenue des hespèrides
- Square des Héros
- Homborch
- avenue Homborchveld
- avenue des hospices
- avenue d'Hougoumont
- avenue Houzeau
- drève Saint-Hubert

## I
- Drève de l'Infante (l’infante Isabelle-Claire-Eugénie d’Autriche)

## J
- allée Jean de la Fontaine (Jean de la Fontaine)
- avenue Juliette
- place Jean Vander Elst  (où se trouve la maison communale)

## K
- avenue Kamerdelle
- rue Keyenbempt
- rue du Kriekenput

## L
- rue du lama
- rue Langeveld
- avenue Latérale
- lijkweg
- rue Lincoln
- drève de Lorraine
- avenue du Lycée français

## M
- avenue du Maréchal
- rue Marianne
- rue du Melkriek
- rue Franz Merjay (Franz Merjay)
- avenue de Messidor
- square des mirabelles
- avenue Montana
- rue Molensteen
- avenue Molière (Molière)
- chemin des deux montagnes
- avenue Montjoie
- avenue Moscicki (Ignacy Mościcki)
- chemin du moulin rose
- vieille rue du moulin
- avenue des Mûres
- rue des myosotis

## N
- avenue Nekkersgat
- rue de Nieuwenhove
- avenue Napoléon
- chaussée de Neerstalle

## O
- avenue de l'Observatoire
- vallon d'Ohain
- opstalweg
- avenue d'Orbaix
- avenue d'Overhem

## P
- rue Papenkasteel
- avenue Jacques Pastur (Jacques Pastur)
- avenue des paysages
- rue de la Pêcherie
- rue de Percke
- chemin des pins
- drève Pittoresque
- avenue Prince de Ligne
- avenue du Prince d'Orange (Guillaume II, roi des Pays-Bas)
- Petite drève de Groenendael
- avenue Ptolémée

## R
- avenue de la ramée
- avenue Achille Reisdorff
- drève des Renards
- rue du Repos
- avenue Reynaert de Vos
- rue Roberts Jones
- avenue des ronces
- rue Rouge
- rue du Roseau

## S
- chaussée de Saint-Job
- place Saint-Job
- avenue de la Sapinière
- avenue du Silence
- drève du sénéchal
- avenue des Statuaires
- avenue de Stalle
- rue Stanley
- rue Steenvelt
- avenue des Sept Bonniers
- avenue des sorbiers
- sukkelweg (dans le parc Brugmann)

## T
- avenue Ten Horen
- avenue des tilleuls
- rue des Trois Rois (aussi Drogenbos)
- chemin de la truite

## V
- avenue Vanderaey  (Ferdinand Vanderaey)
- place Jean Vander Elst  (Jean Vander Elst)
- rue Vanderkindere (Albert Vanderkindere)
- place Léon Vanderkindere (Léon Vanderkindere)
- rue Joseph Vanderlinden  (Joseph Vanderlinden)
- rue Henri Van Zuylen
- champ du Vert Chasseur, avenue du Vert Chasseur, cité du Vert Chasseur
- avenue du Vieux Cornet
- avenue du Vivier d'Oie
- rue de Verrewinkel, bois du Verrewinkel, cimetière du Verrewinkel

## W
- clos de Wagram
- chaussée de Waterloo
- avenue Wellington
- avenue Wolvendael

## X
- Rue Xavier De Bue (Xavier De Bue)

## Y
- rue de l'Yser

## Z
- rue Zandbeek
- Zavelweg
- rue Zeecrabbe

- Haut – A
- B
- C
- D
- E
- F
- G
- H
- I
- J
- K
- L
- M
- N
- O
- P
- Q
- R
- S
- T
- U
- V
- W
- X
- Y
- Z